# The Official International Queen Fan Club
The Official International Queen Fan Club – oficjalny fanklub rockowej grupy Queen. Założony w Londynie w 1973 przez Pata i Sou Johnstonów krótko pod wydaniu pierwszego albumu zespołu (Queen), ma obecnie 20 000 członków. W latach 80. fan club zaczął organizować coroczne konwencje w Anglii, które odbywają się do dziś. Oprócz fanów pojawiają się na nich także osoby blisko związane z zespołem, a nawet jego członkowie.
Według Księgi rekordów Guinnessa jest to najdłużej działający fanklub grupy rockowej.